# Ophiambix meteoris
Ophiambix meteoris is een slangster uit de familie Ophiuridae.
De wetenschappelijke naam van de soort werd in 1983 gepubliceerd door I. Bartsch.